# Weimarer Bilderstreit
Beim Weimarer Bilderstreit handelt es sich um einen Zwist, der 1999 zwischen Künstlern und Ausstellungsmachern im Rahmen der Ausstellung Aufstieg und Fall der Moderne entbrannte. Weimar war zu diesem Zeitpunkt Kulturhauptstadt Europas.
Im ersten Teil der Ausstellung wurde versucht, Weimars Rolle als Wiege der Moderne zu beleuchten. Der zweite Teil bemühte sich, die Nazi-Kunst unvoreingenommen zu dokumentieren. Als Ausstellungsort diente die mehrgeschossige Mehrzweckhalle des ehemaligen Weimarer Gauforums, die später zu einem Einkaufszentrum umgebaut wurde. Den Hauptkritikpunkt bildete die Inszenierung von „Offiziell und Inoffiziell – Die Kunst der DDR“ an gleichem Ort.
Die Kritik richtete sich nicht nur gegen die Gleichsetzung der DDR-Werke mit der Nazi-Kunst, sondern auch gegen das Arrangement der Bilder, die von Professor Achim Preiß ähnlich der Ausstellung Entartete Kunst der Nationalsozialisten ausgerichtet wurden.
Noch während der Ausstellung entbrannte ein erbitterter Streit über die Kunstwerke, die wie „Geschichtsmüll“ dargestellt worden seien. Mehrere Künstler forderten die sofortige Rückgabe ihrer Werke. Endlich entfernten die Maler Ralf Kerbach und Reinhard Stangl ihre Werke unter Anwesenheit des MDR selbst. Der Vorfall und die nachfolgende Positionierung der Akteure über verschiedene überregionale Medien wurde breit rezipiert und als Anlass zur Diskussion über den Umgang von Künstlern mit DDR-Vergangenheit genommen.